# 中国医薬大学
中国医薬大学（ちゅうごくいやくだいがく、中國醫藥大學、英語: China Medical University）は、台湾台中市北区学士路91號（本校)と雲林県北港鎮新德路123-1號（分校）に本部を置く中華民國の私立大学。1958年創立、2003年大学設置。大学の略称は中国医（ちゅうごくい）、中医大、中国医大。
台湾台中市にある私立医科大学。
1958年、覃勤、陳固、陳恭炎等により中国伝統医学新興と西洋医学との複合的発展を目的に設立された医科大学である。教育内容に中国医学を積極的に採用し、現在は台中キャンパス以外に、雲林県北港鎮に分校を設置し、大部分の新入生は北港キャンパスで教養課程を履修している。また附属病院及び媽祖病院等を参加に加え、特に台中の附属病院は台湾中部の医療センターの役割を担っている。
現在は6学院（学部及び研究科）、12学系（学科）、7大学院、2附属病院(大学病院)。

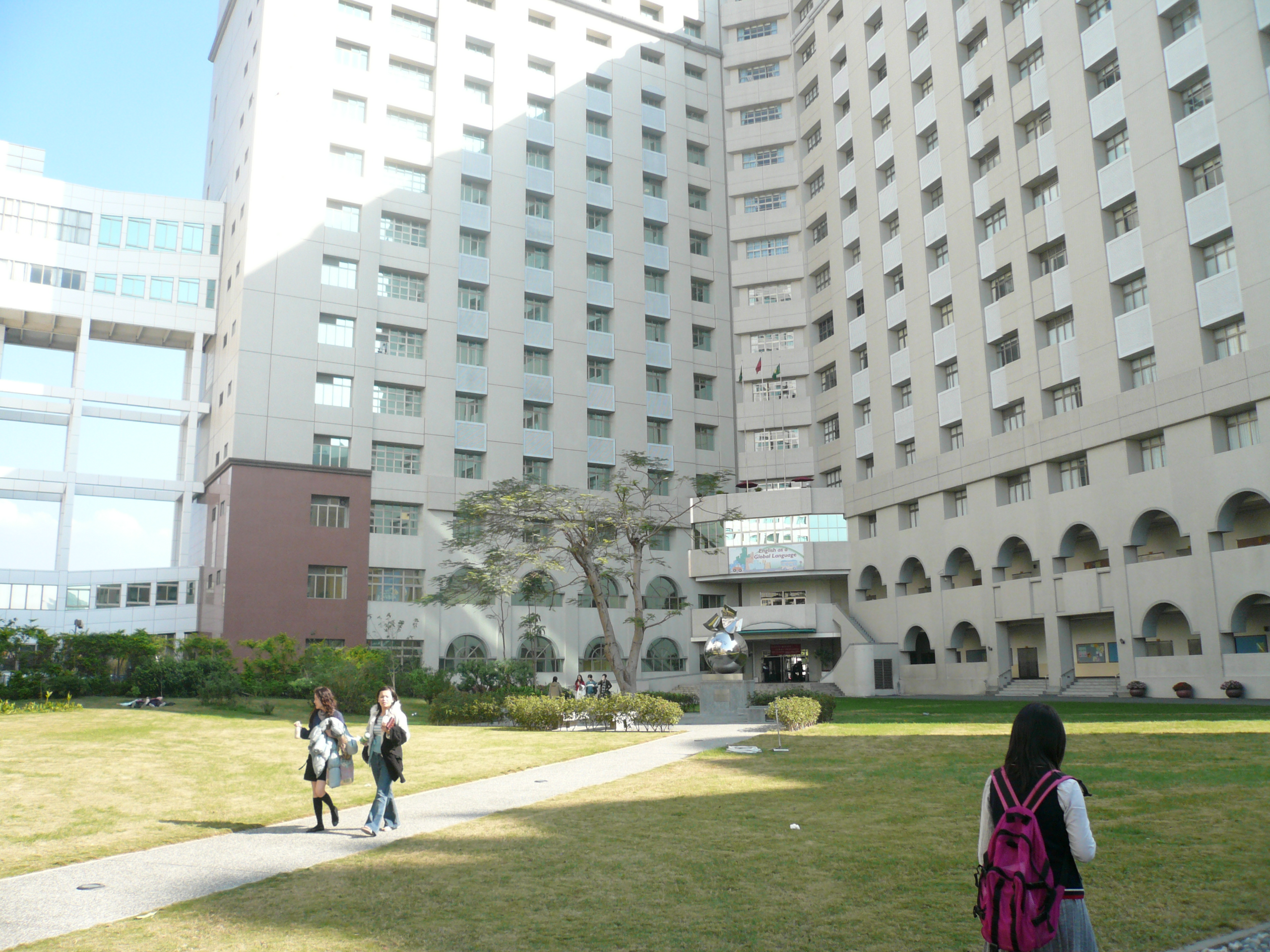
キャンパス

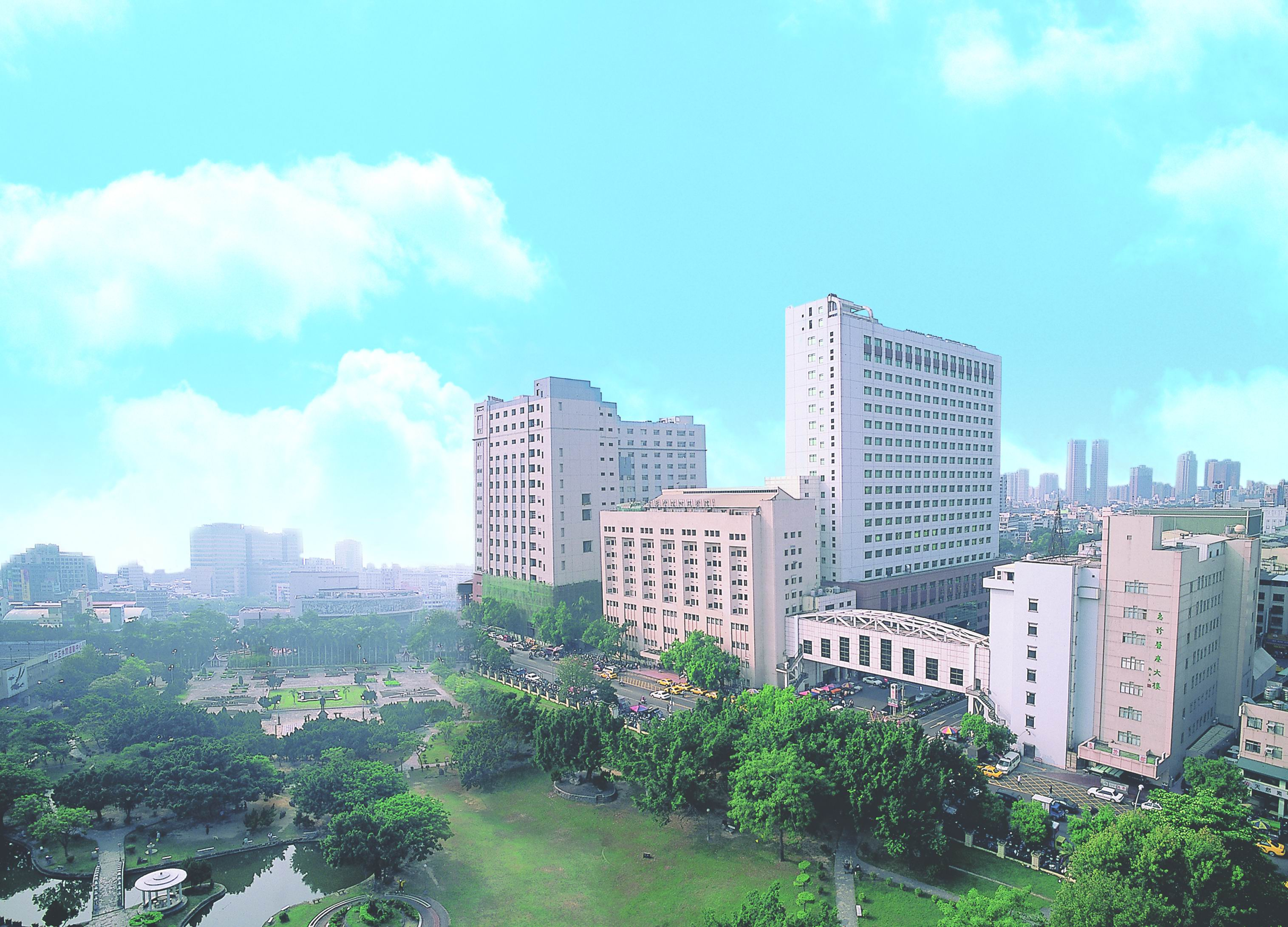
台中總病院

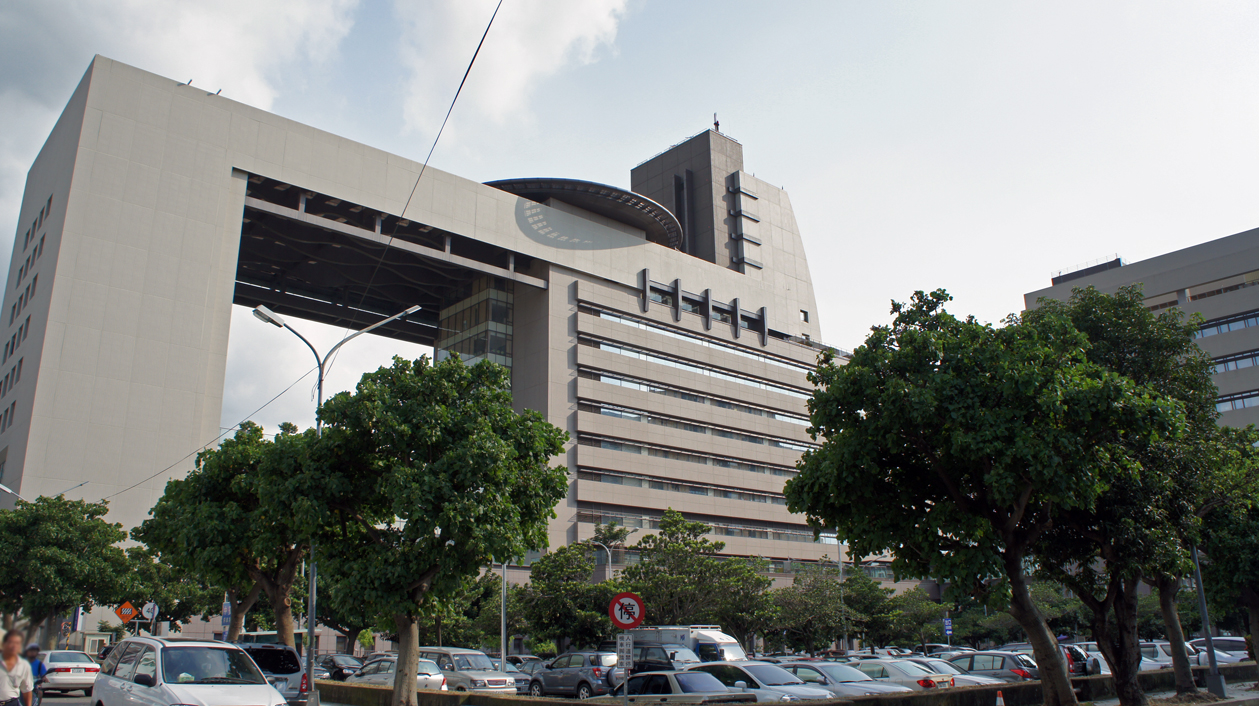
五権附属病院

## キャンパス
- 台中キャンパス
- 北港キャンパス
- 五権キャンパス

## 歴史
| 年     | 月日     | 事跡                           |
| ------ | -------- | ------------------------------ |
| 1958年 | -        | 「中国医薬学院」として開校     |
| 1975年 | 4月      | 「中国医薬大学附属病院」を設置 |
| 1985年 | 11月28日 | 「北港病院」(媽祖病院)を設置   |
| 2002年 | 3月      | 「虎尾農協診療所」を設置       |
| 2003年 | -        | 「中国医薬大学」と改称         |
| 2006年 | 5月      | 「中科診療所」を設置           |
| 2007年 | 11月16日 | 「五権附属病院」を設置         |
| 2007年 | -        | 「草屯分院」を設置             |
| 2008年 | -        | 「豊原分院」を設置             |
| 2008年 | -        | 「東区分院」を設置             |
| 2008年 | 4月      | 「台中刑務所病院」を設置       |
| 2008年 | 10月28日 | 「台北分院」を設置             |
| 2020年 | 10月5日  | 水湳キャンパス（北屯区）を開設 |

## 組織
| | |
| - 医学部 - 医学科 - 歯学科 - バイオテクノロジー学科 - 臨床医学大学院 - 基礎医学大学院 - 悪性腫瘍生物学大学院 - 分子系統生物医学大学院 - 免疫学大学院 - 老化医学博士学位学程 - 翻訳医学博士学位学程 - 漢方医学部 - 漢方医学科 - 学士後漢方医学科 - 鍼大学院 - 漢西医学統合大学院 - 中国医学大学院 - 薬学部 - 薬学科/修士課程 - 第二部薬学科 - 薬用化粧品学科 - 中薬資源学科 - 中国薬学大学院 - 薬物化学大学院 - 悪性腫瘍生物学と薬物研発博士学位学程 | - 公共衛生学部 - 公共衛生学科 - リスク管理学科 - 医務管理学科/修士課程 - 環境医学大学院 - 職業安全衛生学科/修士課程 - 健康看護学部 - 看護学科/修士課程 - 二年制看護学科 - 医学試験バイオテクノロジー学科 - 物理治療学科 - 営養学科/大学院 - 二年制営養学科 - スポーツ医学科 - 放射技術学科 - 口腔衛生学科 - 生物工学部 - 生物工学科 - 生物工学大学院 - 生態学大学院 - 認知神経科学大学院 |

## 教員

### 歴代学長
| 代     | 氏名   | 任期   |
| ------ | ------ | ------ |
| 初代   | 覃勤   | 1958年 |
| 代理   | 周邦道 | 1959年 |
| 第2代  | 洪陸東 | 1960年 |
| 代理   | 章啓民 | 1960年 |
| 第3代  | 邱賢添 | 1961年 |
| 代理   | 王徳溥 | 1961年 |
| 代理   | 徐佐周 | 1961年 |
| 第4代  | 楊燕飛 | 1968年 |
| 第5代  | 李光宜 | 1969年 |
| 代理   | 方中民 | 1970年 |
| 第6代  | 鄭通和 | 1972年 |
| 第7代  | 郭栄趙 | 1980年 |
| 第8代  | 王廷輔 | 1987年 |
| 第9代  | 陳梅生 | 1987年 |
| 第10代 | 郭盛助 | 1996年 |
| 第11代 | 謝明村 | 1999年 |
| 代理   | 陳偉徳 | 2002年 |
| 第12代 | 葉純甫 | 2002年 |
| 第13代 | 黄栄村 | 2005年 |

## 主な出身者
- 羅大佑

## 校歌
上醫醫國 其次醫人 科學進步 日新月異
弗慮胡獲? 弗為胡成? 致知格物 一本於誠
為天地立心 為生民立命 為往聖 繼絕學
為萬世開太平 為萬世開太平

## 姉妹校
- 日本
  - 日本薬科大学
  - 横浜薬科大学
  - 北見工業大学
- 中華人民共和国 20
- アメリカ合衆国 18
- 韓国 5
- カナダ 3
- ベトナム 3
- タイ 3
- イギリス 2
- ルーマニア 2
- チェコ 2
- モンゴル 2
- インドネシア 2
- 香港（中国）  1
- イングランド 1
- オランダ 1
- オーストリア 1
- マレーシア 1
- シンガポール 1
- ガーナ 1
- コスタリカ 1